# Нижняя Сайка
Нижняя Сайка — деревня в Граховском районе Удмуртии, на реке Сайка.

## История
По итогам десятой ревизии в 1859 году в 23 дворах казённого починка Сайка при речке Возжайке проживали 241 житель и работала мельница.
До 1921 года деревня входила в состав Билярской волости Елабужского уезда (с 1921 года — Можгинского уезда). С 1924 года в составе Новогорского сельсовета Граховской волости. В 1982 году образован Макаровский сельсовет и деревня вошла в его состав.
В 2004 году Макаровский сельсовет упразднен и деревня вернулась в состав Новогорского сельского поселения.